# 宇文廙
宇文廙（550年—568年8月29日），字乾宜，河南郡洛阳县（今河南省洛阳市东）人，宇文导第三子，北周宗室、官员。

## 生平
北周建立后，宇文廙获封西阳县开国公，出任使持节、车骑大将军、仪同三司、大都督、右宫伯，又升任骠骑大将军、开府仪同三司。天和三年（568年），宇文廙出任河州刺史，赴任途中染病，七月廿一日（568年8月29日），宇文廙在上邽去世，虚岁十九，赠使持节、大将军、大都督、秦渭河鄯廓五州刺诸军事、秦州刺史，谥号昭，八月甲子朔廿一日甲申（568年9月28日）葬于孝公宇文导坟旁。

## 家庭

### 祖父
- 宇文颢，六师、柱国、邵惠公[1]

### 父亲
- 宇文导，大将军、尚书令、章武孝公[1]

### 嗣子
- 宇文温，宇文廙没有儿子，以二哥杞国公宇文亮之子宇文温为嗣，后宇文亮作乱事败，宇文温因而被诛，国除